# Panturichthys fowleri
Panturichthys fowleri is een  straalvinnige vissensoort uit de familie van modderalen (Heterenchelyidae). De wetenschappelijke naam van de soort is voor het eerst geldig gepubliceerd in 1953 door Ben-Tuvia.
De soort staat op de Rode Lijst van de IUCN als Onzeker, beoordelingsjaar 2007.